# La Ermita, Oaxaca
La Ermita är en ort i Mexiko.   Den ligger i kommunen Heroica Ciudad de Ejutla de Crespo och delstaten Oaxaca, i den sydöstra delen av landet, 400 km sydost om huvudstaden Mexico City. La Ermita ligger 1 476 meter över havet och antalet invånare är 204.
Terrängen runt La Ermita är kuperad österut, men västerut är den platt. Terrängen runt La Ermita sluttar västerut. Runt La Ermita är det ganska tätbefolkat, med 65 invånare per kvadratkilometer. Närmaste större samhälle är Ejutla de Crespo, 3,5 km norr om La Ermita. Trakten runt La Ermita består i huvudsak av gräsmarker.